# Фостър
Окръг Фостър (на английски: Foster County) е окръг в щата Северна Дакота, Съединени американски щати. Площта му е 1676 km², а населението - 3257 души (2017). Административен център е град Карингтън.